# پایایی

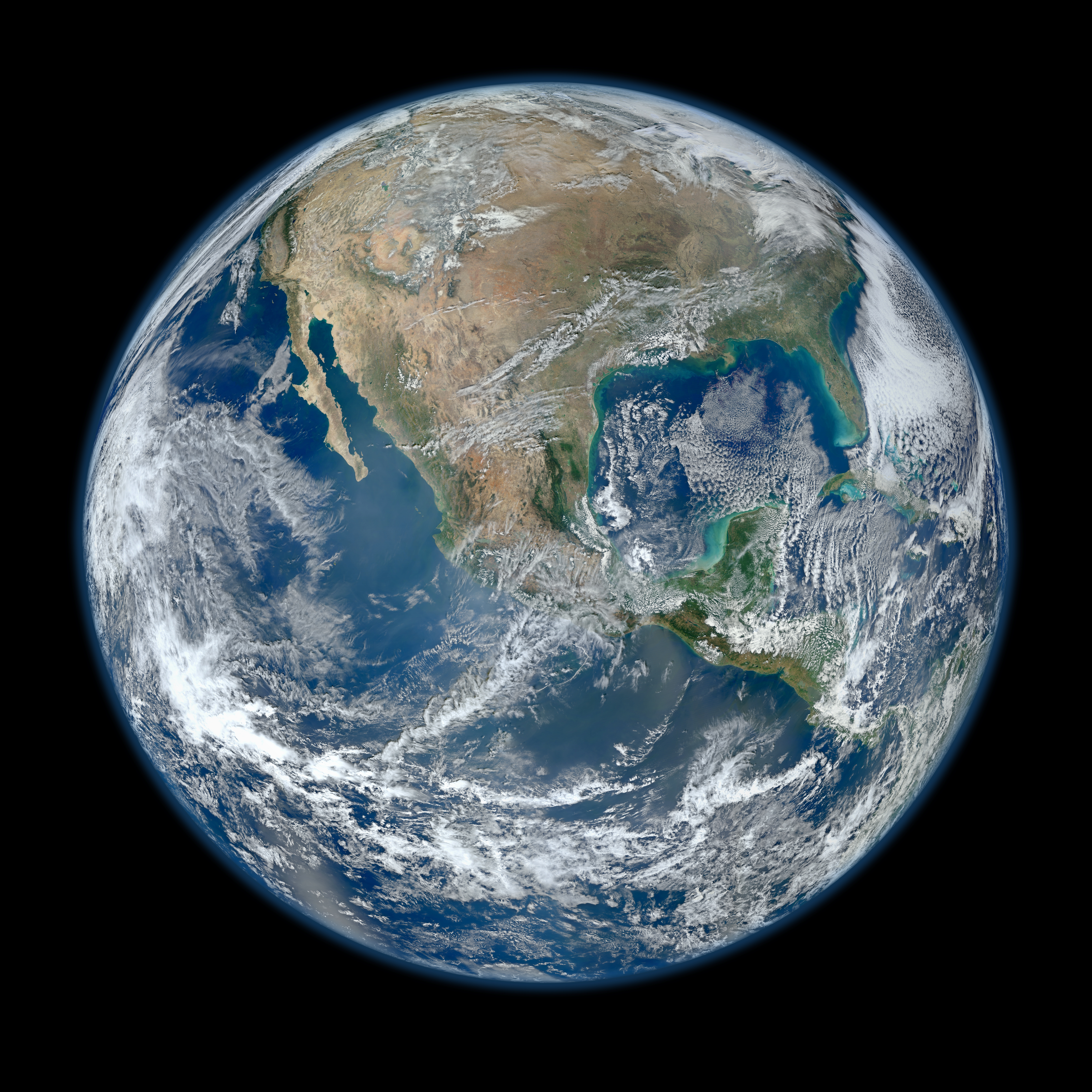
دستیابی به پایایی به زمین اجازه خواهد داد که به حمایت از موجودات زنده ادامه دهد

در یکی از مدل‌های رایج، پایداری دارای سه بعد زیست‌محیطی، اجتماعی و اقتصادی است.

پایایی، یا پایداری (به انگلیسی: Sustainability) توانایی وجود مداوم است. به‌طور کلی پایداری در قرن بیست و یکم، به ظرفیت زیست کره و تمدن بشری در همزیستی در کنار هم اشاره دارد. پایداری همچنین به عنوان فرایند تغییرات حفظ شده توسط انسان‌ها در یک محیط متوازن هم ایستا است، که در آن بهره‌برداری از منابع، جهت سرمایه‌گذاری‌ها، جهت‌گیری توسعه فناوری و تغییرات نهادی همه با هم هماهنگ و در هارمونی هستند و پتانسیل‌های فعلی و آینده را برای تأمین نیازها و آرزوهای بشری تقویت می‌کنند. برای بسیاری در این زمینه، پایداری از طریق ستون‌ها یا حوزه‌های زیر تعریف می‌شود: محیط زیست، اقتصادی و اجتماعی، که طبق گفته فریجوف کاپرا مطابق با اصول تفکر سیستمی باشد. (نظریه سیستم‌ها را ببینید) حوزه‌های فرعی توسعه پایدار نیز در نظر گرفته شده‌است که عبارتند از: فرهنگی، فناوری و سیاسی. بر اساس گزارش آینده مشترک ما، توسعه پایدار به عنوان توسعه‌ای تعریف می‌شود که «نیازهای حال حاضر را تأمین کند بدون اینکه توانایی نسل‌های آینده در تأمین نیازهای خود را به خطر بیندازد.» توسعه پایدار ممکن است اصل سازماندهی کننده پایداری باشد، اما برخی دیگر ممکن است این دو اصطلاح را متناقض بدانند. (یعنی توسعه ذاتاً ناپایدار است).
اکوسیستم‌ها و محیط‌های سالم برای بقای انسان و موجودات دیگر ضروری هستند. راه‌های کاهش تأثیر منفی انسانی عبارتند از: مهندسی شیمی سازگار با محیط زیست، مدیریت منابع محیطی، حفاظت از محیط زیست و کنترل جمعیت انسانی است. اطلاعات از رایانش سبز، شیمی سبز، علوم زمین، علوم زیست‌محیطی و زیست‌شناسی بقا به‌دست می‌آیند. اقتصاد اکولوژیک زمینه‌های تحقیقات دانشگاهی را مطالعه می‌کند که هدف آنها پرداختن به اقتصاد بشر و اکوسیستم‌های طبیعی است.